# Académie canadienne d'histoire de la pharmacie
L’Académie canadienne d’histoire de la pharmacie (ACHP) (en anglais « Canadian Academy of the History of Pharmacy ») est un organisme qui a pour but de mettre en valeur le patrimoine et l’histoire reliés à la profession de pharmacien au Canada. Elle tient sa réunion annuelle dans le cadre du congrès de l’Association des pharmaciens du Canada (APhC) avec laquelle elle travaille en étroite collaboration. Le siège social de l'organisme est situé à Edmonton, en Alberta.

## Historique
C'est en 1955 qu'est fondée l'Académie canadienne d’histoire de la pharmacie, année  de son incorporation, sous la gouverne de P.T. Moisley, directeur du Collège des pharmaciens d’Ontario, et G.R. Paterson, professeur à la Faculté de pharmacie de l’Université de Toronto, qui en deviennent les fondateurs, donnant suite au projet qui avait pris naissance quelques années plus tôt lors de réunions de l’APhC. Au fil des années, la vocation de l'organisme se réoriente pour devenir un centre de recherche sur l’histoire de la pharmacie et vient ainsi en aide aux chercheurs dans ce domaine et ayant « … pour mission de recueillir les documents historiques et artéfacts relatant l’histoire de la pharmacie et de les rendre publics. » L'organisme a également œuvré à la restauration du Niagara Apothecary, l'un des musées canadiens de l’histoire de la pharmacie, situé à Niagara-on-the-Lake, travaillant à  ce projet en collaboration avec la Fondation Héritage Ontario (en anglais Ontario Heritage Trust).
En 1968, afin de « … reconnaître l’excellence de membres qui ont rendu un service remarquable et soutenu à la profession… » de pharmacien, l'ACHP instaure son programme de fellowship. Plusieurs pharmaciens québécois font désormais partie des membres fellow de cette société dont Pauline Beaulac, Paule Benfante, Jean-François Bussières, Ema Ferreira, Denis Lebel, François Schubert, Daniel Thirion, Linda  Vaillant, etc.

## Prix pharmacien du centenaire
Depuis plusieurs années, l'Académie canadienne d’histoire de la pharmacie remet « … des distinctions à des pharmaciens qui, en quelque sorte, sont passés à l’histoire par leur contribution remarquable à l’avancement de la profession. »

### Récipiendaires
Récipiendaires québécois
- Roger Larose, doyen de la Faculté de pharmacie de l’Université de Montréal (1960  - 1965)
- André Archambault, doyen de la Faculté de pharmacie de l’Université de Montréal (1965-1968)
- Pauline Beaulac, ancienne doyenne de la Faculté de pharmacie de l’Université de Montréal,
- Claude Lafontaine, président de l’Ordre des pharmaciens du Québec (1989 – 1993)
- Jean-Yves Julien, président de l’Ordre des pharmaciens du Québec (2003 – 2005)
- Diane Lamarre, présidente de l’Ordre des pharmaciens du Québec (2009 – 2014)[1]

## Publications
- Revue des pharmaciens du Canada

## Sources
- Site de l’Académie canadienne de l’histoire de la pharmacie (consulté le 31 juillet 2014)
- Association des pharmaciens du Canada, Canadian Pharmacists Association 1907-2007 – 100 Years of Leadership in Pharmacy, Ottawa : Association des pharmaciens du Canada, 2007, 163 p.
- Obituaires – George W. (Pat) Paterson), Bulletin canadien d’histoire de la médecine 2006, 23(1): p. 283-4.